# Kraceanivka, Polonne
Kraceanivka (în ucraineană Крачанівка) este un sat în comuna Sasanivka din raionul Polonne, regiunea Hmelnîțkîi, Ucraina.

## Demografie
Componența lingvistică a localității Kraceanivka
     Ucraineană (100%)
Conform recensământului din 2001, toată populația localității Kraceanivka era vorbitoare de ucraineană (100%).